# Enrico Martínez
Enrico Martínez (... – Messico, 1632) è stato un cosmografo, editore, interprete per l'inquisizione ed ingegnere idraulico spagnolo.

## Biografia
Il luogo e la data di nascita sono sconosciuti, anche se secondo alcuni era di discendenza spagnola. Alexander von Humboldt disse che era tedesco o olandese, e secondo altri si trattava di un messicano che aveva studiato in Spagna, ma con tutta probabilità era francese. Il nome Henri Martín sarebbe stato ispanizzato in Enrico Martín o Martínez. Nel 1607 il viceré Don Luis de Velasco gli affidò il difficile compito di drenare la valle che circondava Città del Messico. La valle formava un bacino chiuso, e durante le forti piogge i laghi di Zumpango e San Cristobal si alzavano sopra al livello del lago di Texcoco, straripando nel bacino ed inondando la città minacciandone la distruzione. Il progetto di Martínez consisteva nell'apertura di un canale in uscita dal lago di Zumpango che avrebbe mantenuto basso il livello impedendo le inondazioni. I lavori iniziarono il 28 novembre 1607, e terminarono il 13 maggio 1609. La corrosione e la costante azione dell'acqua provocò l'erosione interna del tunnel, ostruendo il passaggio. Durante la vicereggenza dell'arcivescovo García Guerra (1611-12), in risposta all'interrogazione fatta da Filippo III sullo stato dei lavori e sui loro costi, l'arcivescovo ed il consiglio comunale risposero che i lavori di Martínez non si erano rivelati adeguati a scongiurare il pericolo per la città, che erano già stati spesi 413 325 pesos ed occupati 1 126 650 di lavoratori. Martínez scrisse al re per contraddire le informazioni.
Il viceré, Don Diego Fernández de Córdoba (1612-21), successore di Garcia Guerra, fu inviato dalla Spagna con istruzioni speciali sul lavoro di drenaggio della valle. Contemporaneamente Filippo III commissionò all'ambasciatore spagnolo presso la Corte di Francia, Don Inigo Contreras, il compito di trovare un ingegnere competente, e fu scelto l'olandese Adrian Boot che giunse in Messico nel 1614. Dietro richiesta del viceré, Boot, Martínez e l'auditor Otalora visitarono i lavori stilando ognuno un resoconto. Boot disse che il canale che Martínez chiamava Huehuetoca o Nochistongo era inadeguato, e presentò un nuovo progetto da 185 900 pesos; Martínez si offrì di completare il lavoro con 300 uomini e 100 000 pesos, deviando nel canale il corso del fiume Cuauhtitlan che, durante le piogge, inondava la valle del Messico. Il progetto di Boot fu respinto, e quello di Martínez accettato con approvazione del re. L'approvazione reale fu ottenuta il 3 aprile 1616, e contemporaneamente Martínez ricevette istruzioni per i lavori.
Nel 1623, quando ancora i lavori non erano finiti, il viceré Diego Carrillo de Mendoza y Pimentel (1621-24), per testare l'utilità del canale ordinò di sospendere i lavori e ridirottare le acque del Cuauhtitlan nei laghi della valle. Questa scelta causò un'inondazione nel 1627 ed il governo municipale chiese a Rodrigo Pacheco y Osorio (1624-35) di annullare la modifica ed evitare altri disastri. Il viceré espose il problema a Boot, Martínez, e a molti altri che avevano studiato la situazione, e tutti fornirono la propria analisi. Tra dispute ed incontri si arrivò al 1629 e la foce del tunnel di Martínez era stata praticamente ostruita, con le acque del Cuauhtitlan che esondarono nello Zumpango e Città del Messico di nuovo in grave pericolo.
Il viceré fece arrestare ed imprigionare Martínez con l'accusa di aver volontariamente chiuso l'uscita del tunnel, il quale replicò dicendo che la scarsità di fondi aveva reso impossibile la riparazione del soffitto del tunnel. Pochi giorni dopo (21 settembre 1629) fu rilasciato e gli furono assegnati i lavori di riparazione del tunnel. Era però troppo tardi, ed il giorno seguente si verificò una grande alluvione, con l'acqua che giunse in città raggiungendo il livello di 2 metri. La devastazione portata dall'acqua fu terribile, e la maggior parte delle case era diventata inabitabile. Secondo alcuni storici ben 30 000 persone persero la vita. Alcuni anni dopo l'auditor, Don Juan de Villabona Cubiaurre, fu nominato capo sovrintendente dei lavori, e fornì un resoconto con un pessimo giudizio dei lavori svolti da Martínez. Nel 1789 il tunnel fu trasformato in un canale aperto. All'inizio del XX secolo fu implementato un nuovo progetto grazie al quale le acque della valle sarebbero state fate defluire attraverso il tunnel Tequixquiac.

## Opere pubblicate
- Repertorio de tiempo e historia natural de Nueva Espana, Messico, 1606
- Agricultura de Nueva Espana sobre la cria de ganados, labores, huertas, jardines, etc.
- De fisionomia de rostros
- Discurso sobre la magna conjuncion de los planetas Jupiter y Saturno acaecida el 24 de Diciembre de 1603
- Treinta y dos mapas de la costa del sur de Nueva Espana, de sus puertos, ensenadas, cabos, etc.